# إظهار مطلق
 الإظهار المطلق  يحدث إذا وقعت النون الساكنة في وسط الكلمة وتلاها أحد حروف الإدغام فعندها يجب إظهار النون الساكنة ولا يجوز إدغامها، ولم تقع هذه الحالة إلا في أربع كلمات هي:
1- 《الدنيا》أينما وقعت
2- 《بنيان》أينما وقعت
3- 《صنوان》[الرعد:4]
4- 《قنوان》[الأنعام:99]
ويسمى الحكم هنا إظهارا مطلقا، وذلك اتباعا للرواية، ولئلا تشتبه هذه الألفاظ إذا أدغمت بالمضاعف فيتغير معناها.
كما تعين الإظهار ويمتنع إدغام النون الساكنة فيما بعدها في عدد من المواضع وهي:
1- 《يس (1) والقرءان》
2-  《ن والقلم》
3-  《وقيل من راق》 
وذلك اتباعا للرواية، وبسبب السكت على النون في《من راق》.